# Strobilanthes lamioides
Strobilanthes lamioides är en akantusväxtart som beskrevs av T. Anders.. Strobilanthes lamioides ingår i släktet Strobilanthes och familjen akantusväxter. Inga underarter finns listade i Catalogue of Life.